# Марк Костансо
Марк Костансо (Marc Costanzo; (нар. 1 серпня 1972) — канадський виконавець, продюсер та композитор з міста Торонто, Онтаріо, Канада. 

## Життєпис
Народився в Монреалі, пізніше переїхав з сім'єю до Торонто на початку 90-их. Він є вокалістом та продюсером альтернативної групи Len та автором хітового синглу "Steal My Sunshine". Марк є Senior Creative в EMI Music Publishing. Марк Костансо підписав кілька мульти-платинових актів, зокрема з Дерріком Уіблі з Sum 41 та з Junior Sanchez. Також він переміг в кількох номінаціях, зокрема в трьох MMVA awards як режисер кліпів, двох як виконавець, в Billboard Music Award, та кількох ASCAP awards як композитор.